# Sant Macari de Puigcercós
Sant Macari de Puigcercós fou una antiga església parroquial romànica del poble de Puigcercós, de l'antic terme de Palau de Noguera, des del 1972 de l'actual terme municipal de Tremp.
Les restes de l'ermita de Sant Macari estan situades en un erm a prop del cim de l'antic poble de Puigcercós. L'edifici constava d'un sola nau, amb un absis de dimensions molt reduïdes. El parament és de pedra del país, de petites dimensions, lligada amb morter de calç.